# پیتر اسلین
پیتر اسلین (انگلیسی: Peter Åslin; ۲۱ سپتامبر ۱۹۶۲ – ۱۹ ژانویهٔ ۲۰۱۲) بازیکن هاکی روی یخ اهل سوئد بود.